# Campionati nordici di lotta 2016
I campionati nordici di lotta 2016 si sono svolti a Tallinn, in Estonia, il 28 e il 29 maggio 2016.

## Podi

### Lotta greco-romana
| Evento        | Oro                 | Argento           | Bronzo               |
| Fino a 59 kg  | Ardit Fazljija      | Mikkel Lassen     | Juuso Latvala        |
| Fino a 66 kg  | Fredrik Bjerrehuus  | Danielo Di Feola  | Mikko Peltokangas    |
| Fino a 71 kg  | Tero Halmesmäki     | Brage Ringheim    | Daniel Soini         |
| Fino a 75 kg  | Mark Madsen         | Jevgeņijs Koļcovs | Tobias Bekk Johansen |
| Fino a 80 kg  | Alexandros Kessidis | Česlavs Bestenis  | Jarno Ålander        |
| Fino a 85 kg  | Emil Sandahl        | Eerik Aps         | Iļja Rešetņikovs     |
| Fino a 98 kg  | Ardo Arusaar        | Pontus Lund       | Elias Kuosmanen      |
| Fino a 130 kg | Heiki Nabi          | Oskar Marvik      | ----                 |

### Lotta libera femminile
| Evento       | Oro            | Argento             | Bronzo              |
| Fino a 53 kg | Janika Vakkila | Violeta Ponomarjova | Annimaria Aho       |
| Fino a 58 kg | Emma Johansson | Jenna Sihtola       | Anastassia Krasnova |
| Fino a 63 kg | Moa Nygren     | Karita Kohtala      | Kaisa Muutra        |
| Fino a 69 kg | Laura Skujiņa  | Iselin Solheim      | Noora Korpi         |
| Fino a 75 kg | Selma Pedersen | ----                | ----                |